# 的士站原則
的士站原則（英文：Cab-rank rule），又稱驛站原則、不得拒聘原則，是實施普通法的地區對執業大律師規管的一項原則：執業大律師接到案件後，除非存在利益衝突，否則只要當事人能夠支付費用，便必須接受委聘。這項原則與的士排在的士站頭位時不得拒載的情況相似，因而得名。這項原則可以保障不受社會歡迎的人士依然可以聘請大律師。